# South West Coast Path
Het South West Coast Path is een langeafstandswandelpad (National Trail) in Engeland. Het pad is 1014 kilometer lang en loopt langs de kust van Somerset, Devon, Cornwall en Dorset. Het loopt van Minehead naar Poole Harbour.

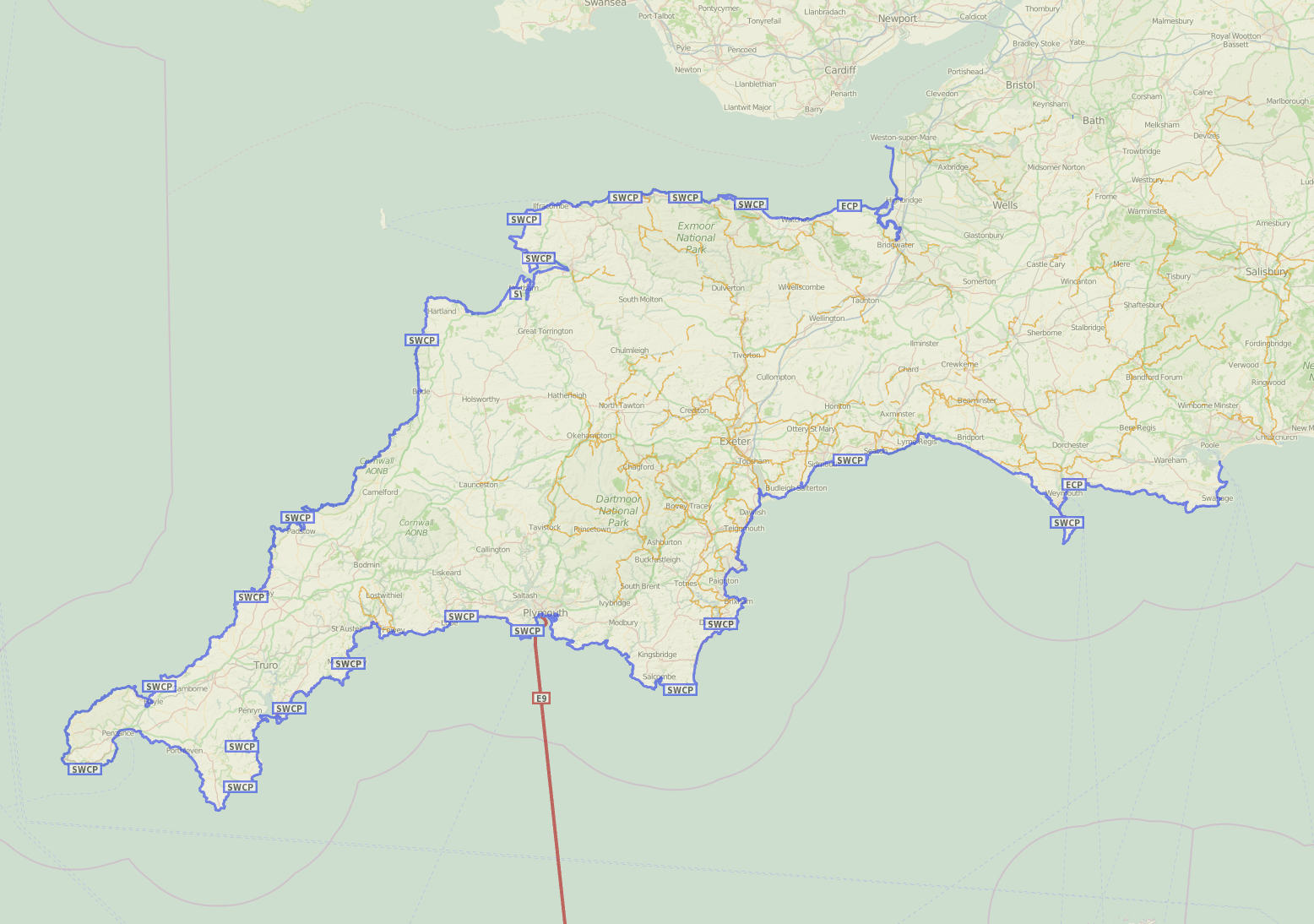
Overzichtskaart
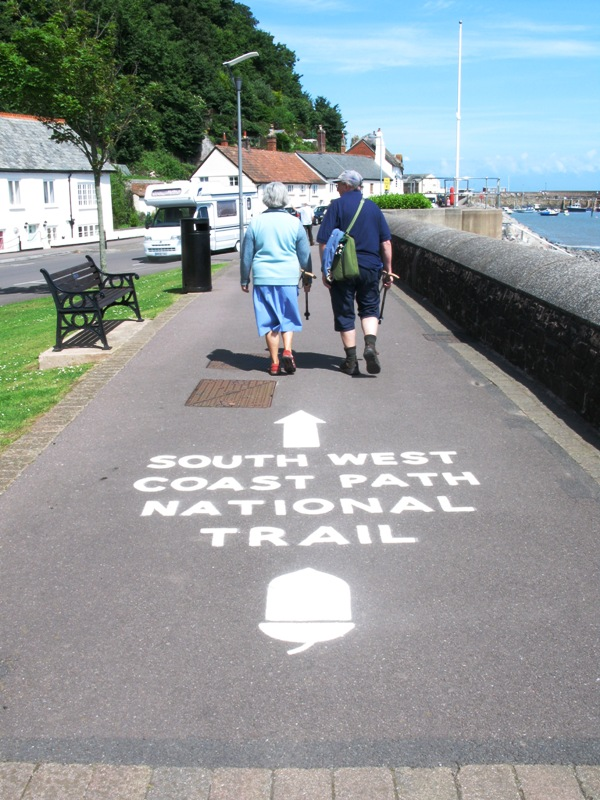
In Minehead
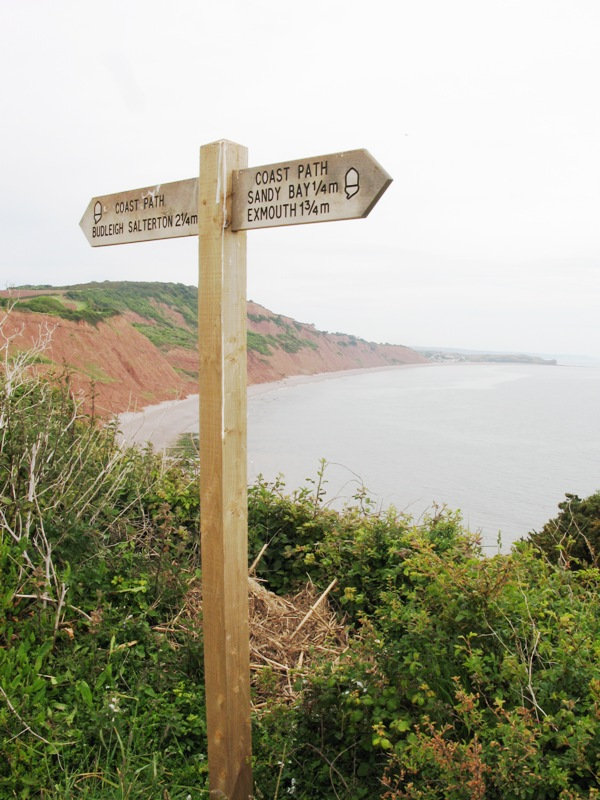
Littleham Cove
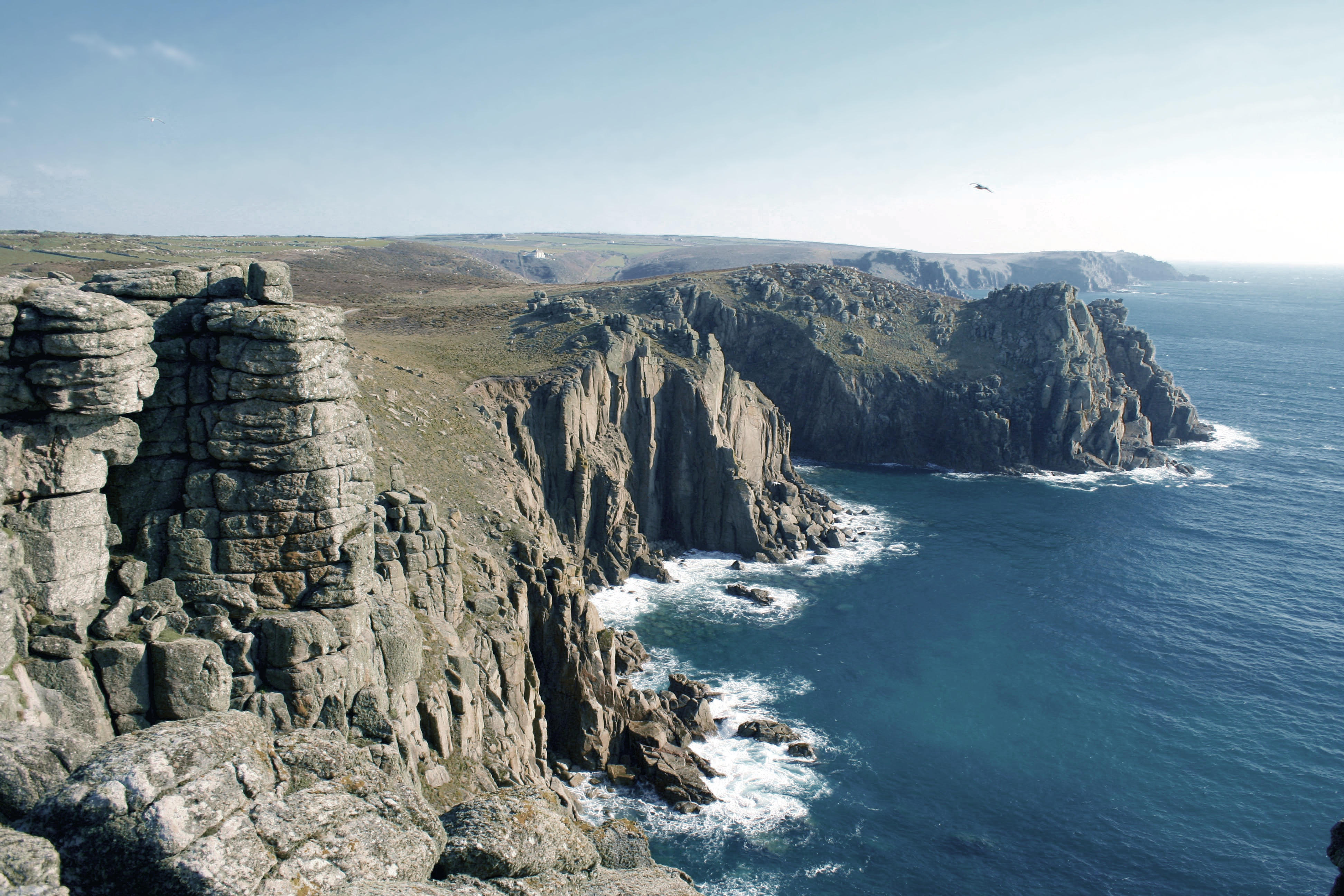
Bij Land's End